# Cortes de Cádiz

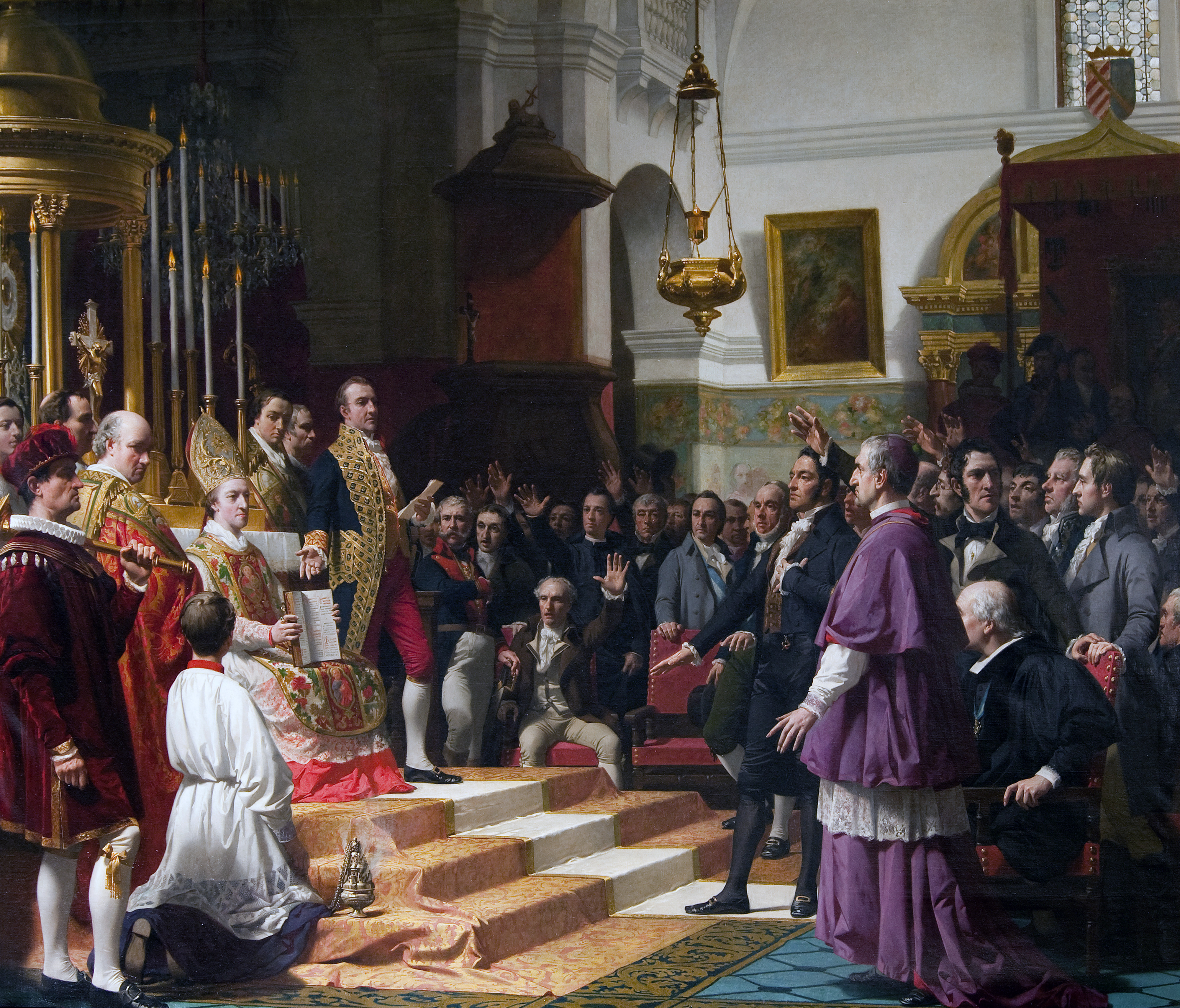
Juramento de las Cortes de Cádiz en la Iglesia mayor parroquial de San Fernando, obra de José Casado del Alisal, expuesta en el Congreso de los Diputados de Madrid.

Se conoce como Cortes de Cádiz a la asamblea constituyente reunida en Cádiz a comienzos del siglo XIX, durante la Guerra de la Independencia Española y mientras la ciudad permanecía sitiada por las tropas napoleónicas. Convocada por la Regencia de España en cumplimiento del mandato de la disuelta Junta Suprema Central, esta asamblea tuvo desde su inicio un carácter revolucionario al promulgar la Constitución española de 1812 y otras reformas políticas enmarcadas dentro del emergente liberalismo español. En el contexto de la crisis del Imperio español, las Cortes consolidaron una alianza estratégica con el Imperio Británico para resistir a Napoleón y dieron comienzo a la política militar española destinada a sofocar los movimientos emancipadores en Hispanoamérica. Las Cortes de Cádiz establecieron una monarquía unitaria, negando la legitimidad de las juntas americanas.
Su instalación, el 24 de septiembre de 1810, se hizo arrogándose la soberanía o majestad de Fernando VII, por encontrarse el monarca detenido en país extranjero (Francia), al que, sin embargo, se reconocía como rey legítimo de las Españas, en continuidad de lo acordado con el Reino Unido. La instalación se produjo estando invadida la mayor parte del territorio de la España peninsular por Napoleón Bonaparte y estando bloqueadas las comunicaciones marítimas con la España americana. Primero se reunieron en la Isla de León —más tarde renombrada como San Fernando—, y más adelante fueron trasladadas a la ciudad misma de Cádiz en 1811, cuando los franceses estrecharon su asedio y sometieron la Isla de León.
Su establecimiento como cortes constituyentes desbordó su papel de cortes extraordinarias creadas para la guerra contra Napoleón. El resultado legislativo principal de las Cortes de Cádiz fue la elaboración de la primera constitución española, la Constitución de 1812, que supuso el advenimiento de la revolución liberal en el mundo hispano y el establecimiento de un Estado liberal, que no resultó ser duradero.

## Historia

Regiones de España según la representación de diputados en 1810 ante las Cortes de Cádiz. En rojo los territorios pertenecientes a la corona que no contaron con representación directa.

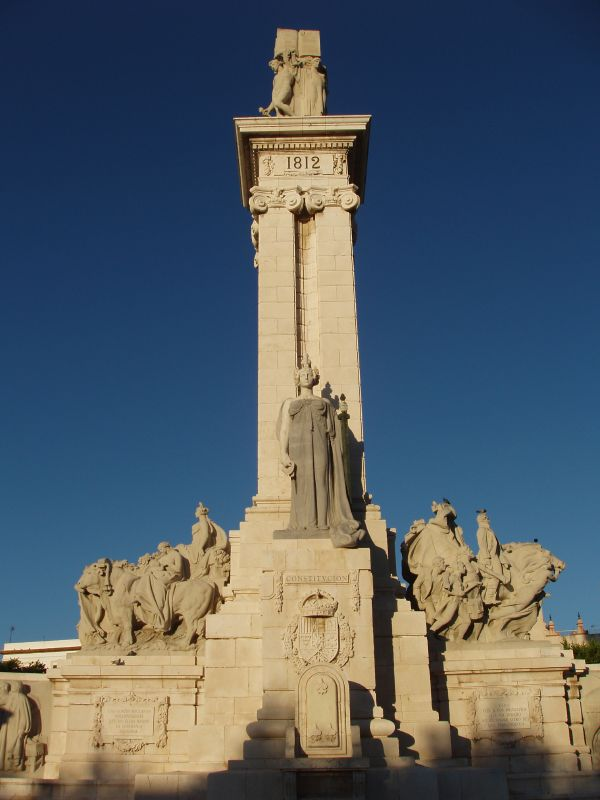
Monumento a las Cortes de Cádiz, en Cádiz, España.

### Formación

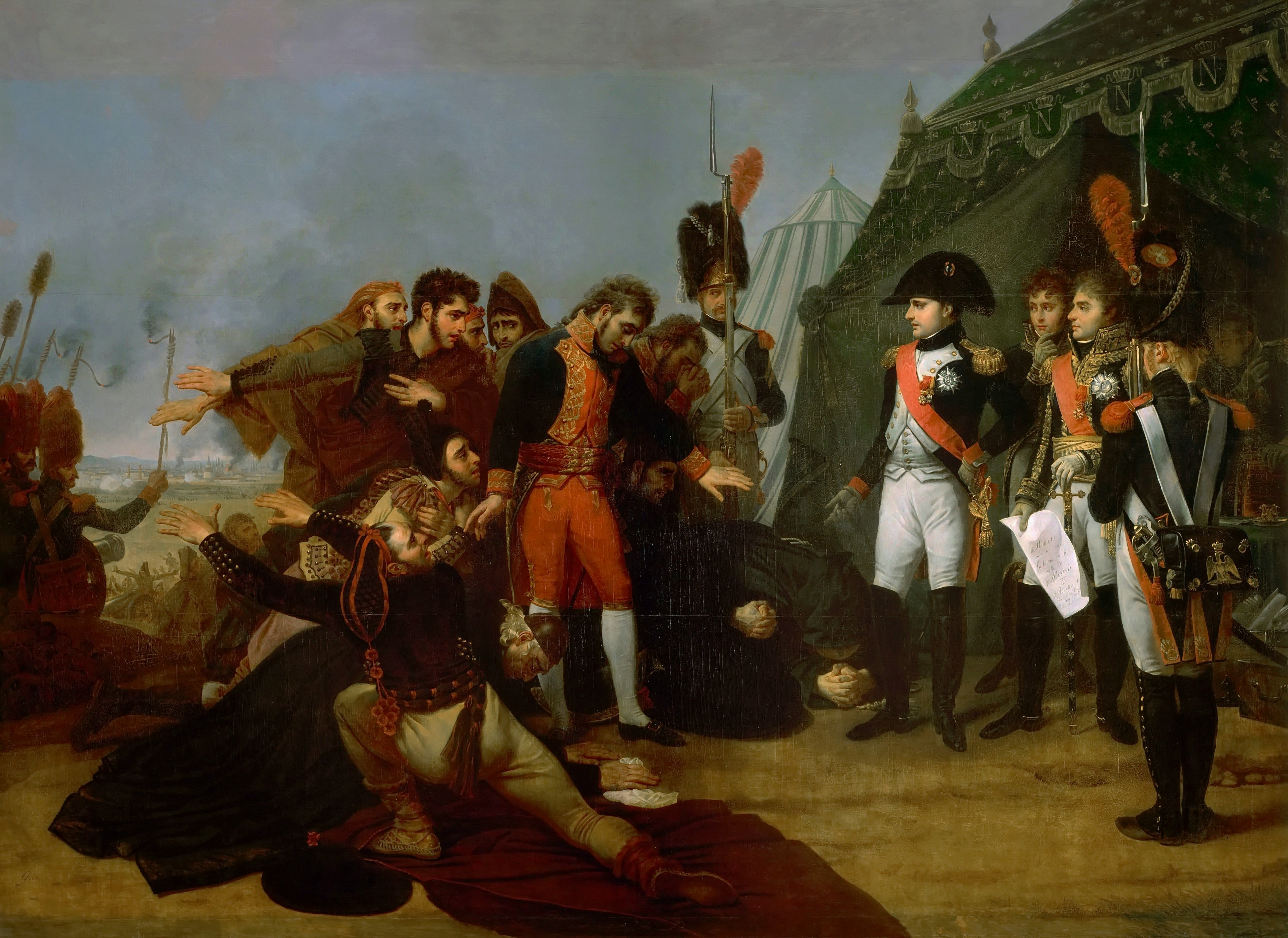
Napoleón Bonaparte acepta la rendición de Madrid (diciembre de 1808).

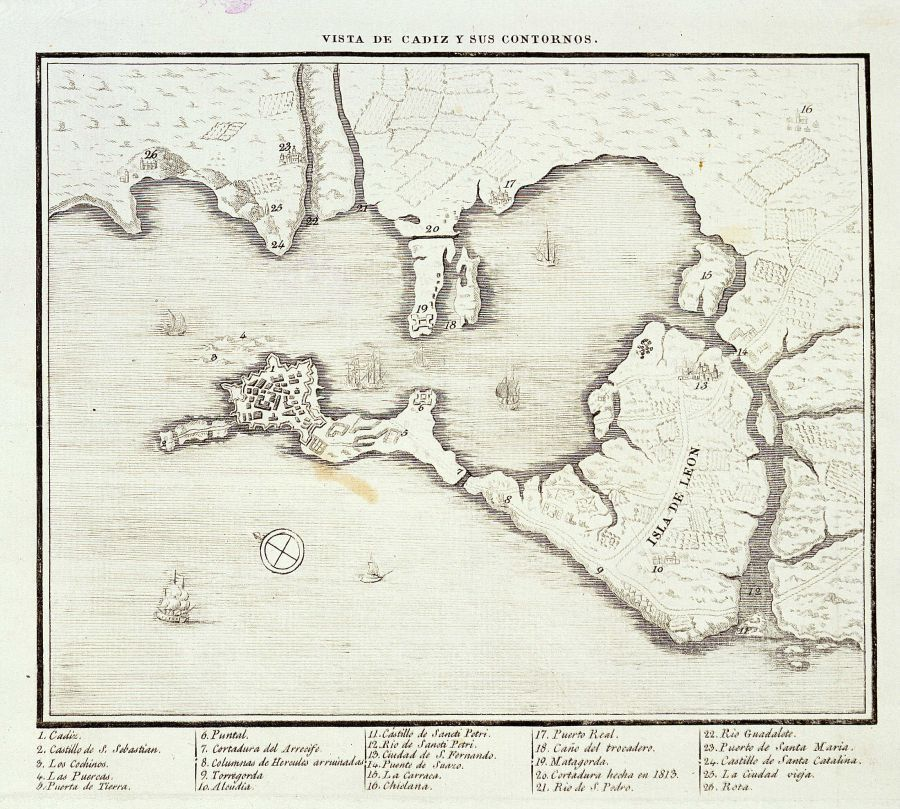
Plano de Cádiz y sus alrededores (hacia 1813).

A comienzos de la Guerra de la Independencia (1808-1814) las revueltas populares se acompañan de la creación de Juntas provinciales y locales de defensa y la formación de sus propios órganos de gobierno, pues a pesar de que sobre el papel el traspaso de la corona a Napoleón Bonaparte era irreprochable, muchos españoles no reconocían la figura de José I Bonaparte, designado por su hermano Napoleón, como  rey de España. Estas juntas tenían como objetivo defenderse de la invasión francesa y llenar el vacío de poder.  Estaban compuestas por militares, representantes del alto clero, funcionarios y profesores, muchos de ellos conservadores, por lo que a pesar de que el origen del movimiento fuera revolucionario, la finalidad era sostener la guerra contra el imperio francés. En septiembre cada una de estas juntas provinciales ceden su poder a una Junta Central Suprema Gubernativa del Reino la cual se va a encargar de coordinar el gobierno del país; de dirigir la defensa frente a los franceses (como la firma del acuerdo de alianza con Inglaterra). El 20 de noviembre de 1809 las tropas francesas derrotaron al ejército de la Junta Central en la batalla de Ocaña, y consiguieron el paso franco hacia Andalucía. El fracaso militar de la Junta central resulta en su disolución y dar paso a una regencia con el mandato de convocar una reunión extraordinaria a cortes, para continuar el esfuerzo para la guerra, lo cual supone otro hecho revolucionario, ya que el derecho a convocar cortes era exclusivo de la corona.   
La Junta se retiró a Cádiz y el 29 de enero de 1810, desacreditada por las derrotas militares y dividida por la forma en la que habían de llevar a cabo determinadas cuestiones de gobierno, se disolvió y dio paso a un Consejo de Regencia formado por cinco personas, y ejercida en nombre de la soberanía o majestad de Fernando VII. Este Consejo de Regencia no era partidario de que se reunieran las Cortes bajo las circunstancias del sitio de Cádiz, tampoco estaba de acuerdo con que no se convocasen los otros dos estamentos el clero y la nobleza, tampoco que se emplease la fórmula de diputados suplentes, no elegidos por las provincias, ni que los diputados electos por las provincias que representaban se arrogasen la soberanía de toda la Nación, que hasta entonces pertenecía al rey Fernando VII, al que se despojaba de su majestad soberana. Pero debido a la fuerte reacción frente a ella, se vieron forzados a mantener la convocatoria de las Cortes. 
Tras intensos debates se decidió que fueran unicamerales, y electas por un complicado sistema de sufragio indirecto. Se reunieron por primera vez en Cádiz, en la Isla de León, el 24 de septiembre de 1810. Su primer reglamento contiene una de las primeras evidencias de horarios regulados estacionalmente, una práctica que un siglo más tarde derivó en el cambio de hora.

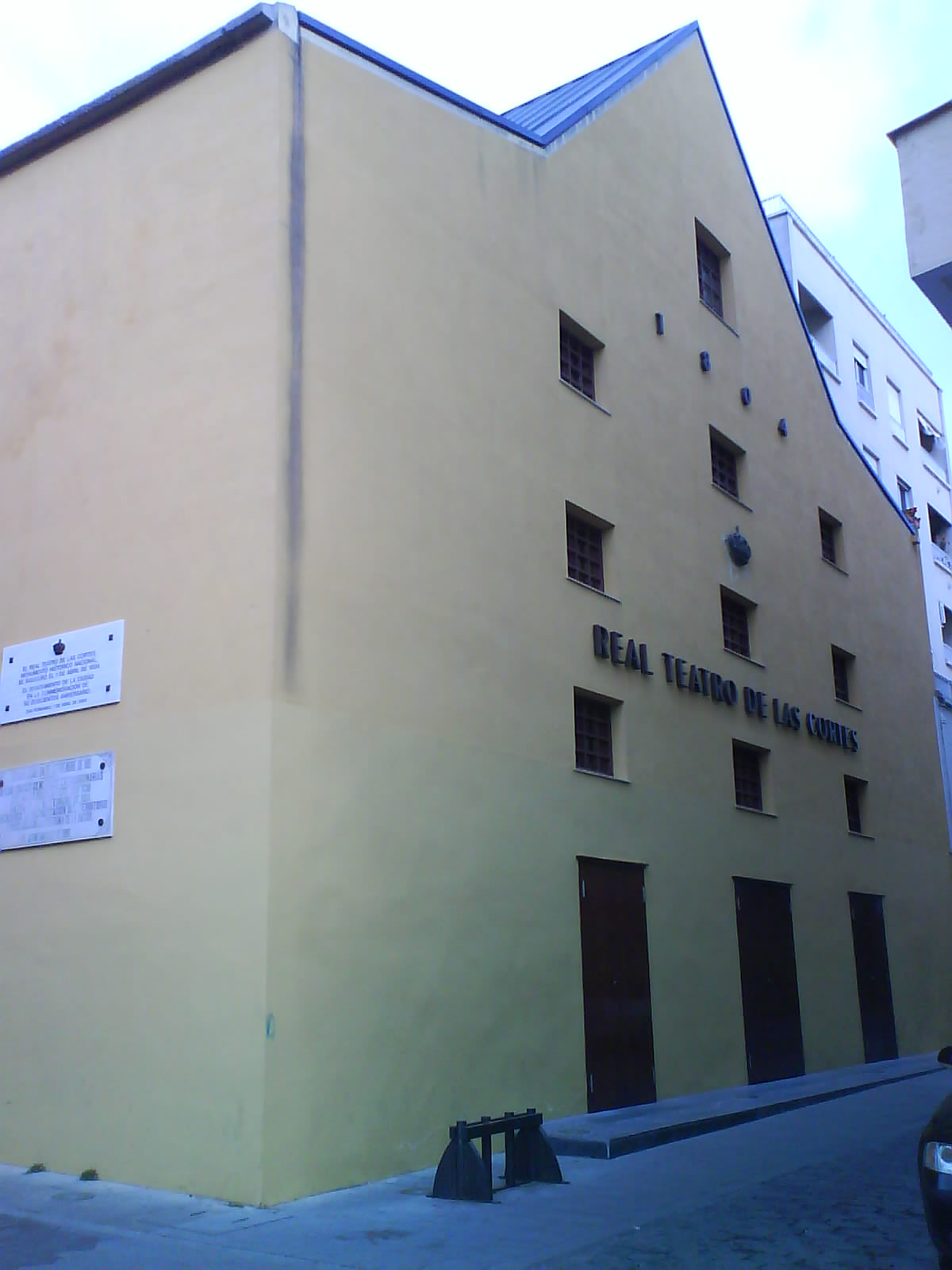
Real Teatro de las Cortes en la Isla de León, hoy día San Fernando (Cádiz), lugar de reunión, entre el 24 de septiembre de 1810 y el 20 de febrero de 1811, de las Cortes de Cádiz.

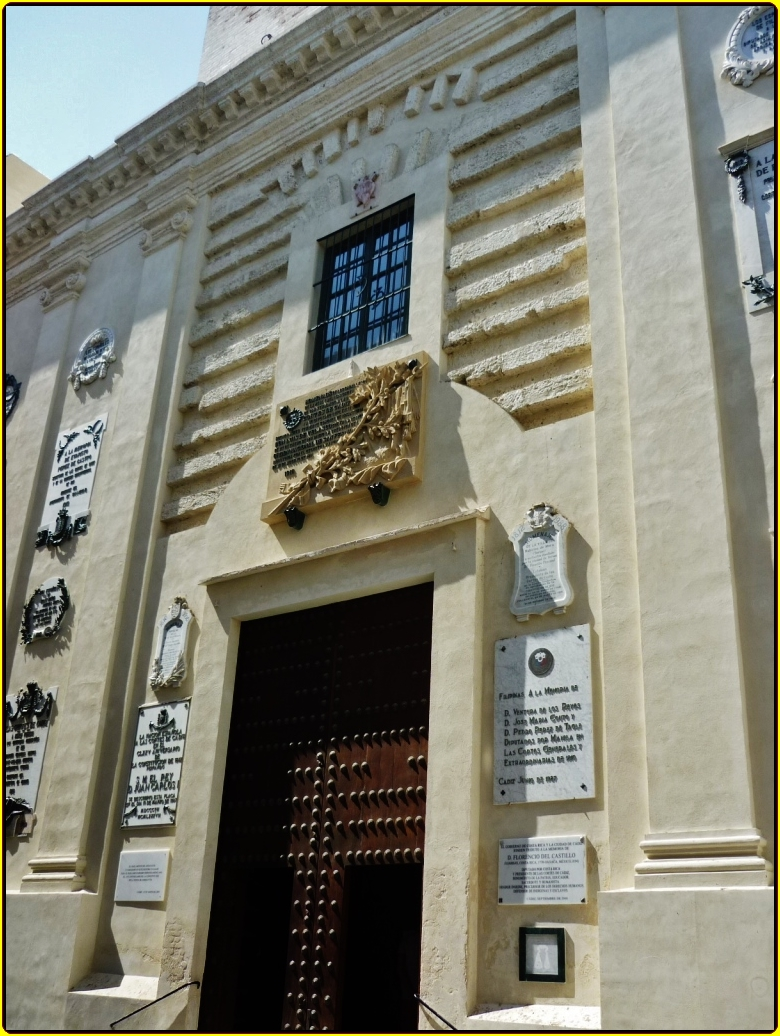
Oratorio de San Felipe Neri, en Cádiz. Las lápidas conmemoran el centenario de las Cortes de Cádiz que aquí se reunieron desde el 20 de febrero de 1811 y aprobaron la Constitución de 1812.

El bloqueo de la ciudad de Cádiz,  la ocupación militar de la España ibérica y la desconexión con la España americana, impidió que se celebrara la elección en muchos distritos y un elevado número de diputados fue suplente de las correspondientes provincias, elegido por los habitantes residentes en la ciudad. Poco más de trescientos diputados participaron en aquellas Cortes, y entre ellos abundaban los profesionales liberales y los funcionarios civiles y militares, y un tercio eran eclesiásticos.

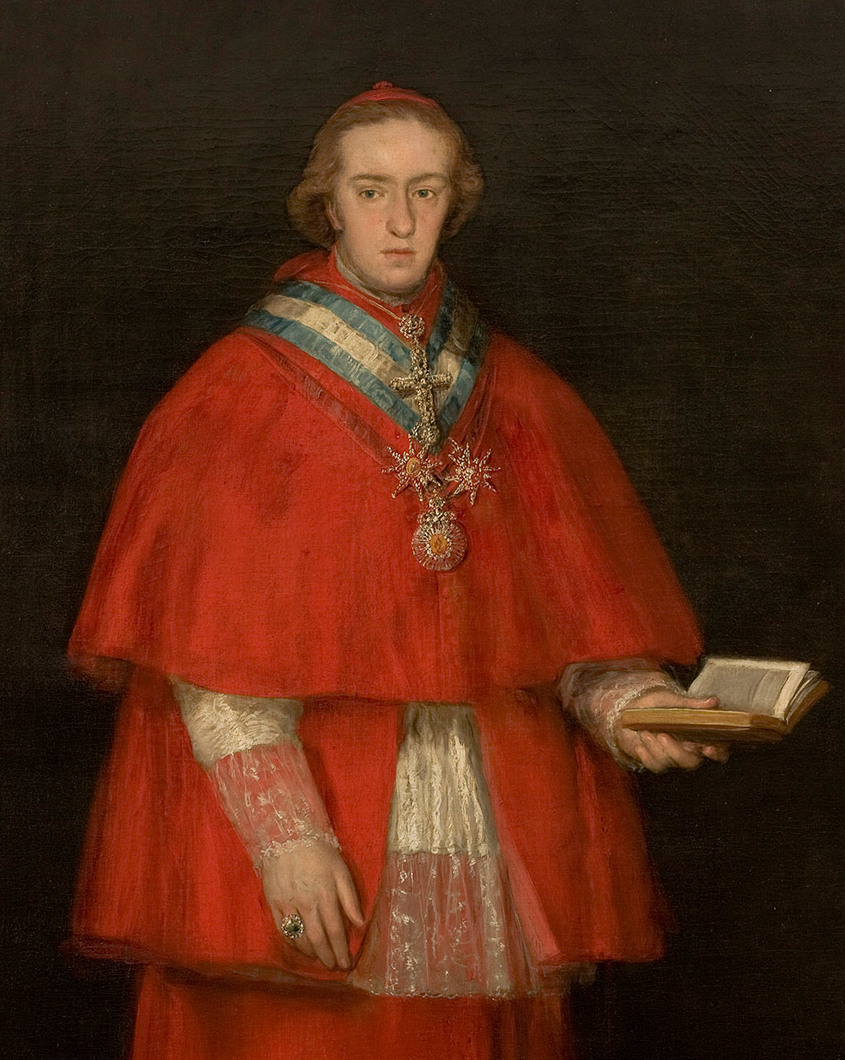
Retrato del cardenal Luis María de Borbón, único miembro de la familia real que permaneció en España durante la invasión francesa, y cuyo Consejo de Regencia presidió en 1813.

En estos primeros pasos del parlamentarismo aún no existían los partidos políticos, pero la mayoría de  los diputados convocados en Cádiz se encuadraban en tres corrientes. Los absolutistas también llamados por los liberales los «serviles» por su sumisión a la corona, querían que la soberanía radicara exclusivamente en el monarca, cuyo poder no debía tener ninguna restricción, y consideraban que las Cortes habrían de limitarse a recopilar y sistematizar las leyes. Los moderados o también llamados jovellanistas (del político y pensador ilustrado Gaspar Melchor de Jovellanos), abogaban por una soberanía compartida entre el rey y las Cortes, y ello les convierte en los precursores del liberalismo moderado y conservador que se desarrolló en el siglo XIX. Pensaban que las Cortes debían ser bicamerales, aceptaban la división de poderes y asumían buena parte del programa reformista de la Ilustración. El tercer grupo era el de los liberales. No eran mayoría, pero formaban un equipo cohesionado, con notable formación intelectual y capacidad de iniciativa. Entre sus filas figuraban el sacerdote Diego Muñoz-Torrero (cuyo discurso inaugural supuso ya la aprobación del primer decreto en el que se fundamentaría la revolución política de Cádiz: la soberanía nacional), el abogado Agustín de Argüelles, el historiador Conde de Toreno, el escritor y político Antonio Alcalá Galiano y el poeta Manuel José Quintana. Más activos, militantes y elocuentes que el resto de los grupos, consideraban que la soberanía debía recaer exclusivamente en la nación, representada en las Cortes, y lograron imponer sus tesis aunque con importantes concesiones a los otros grupos.[cita requerida]
El 24 de septiembre de 1810, en su primer decreto, las Cortes proclamaron que eran depositarias del poder de la nación y que, por tanto, se erigían como poder constituyente, principio plasmado también en el artículo tercero de la Constitución de 1812: «La soberanía reside esencialmente en la Nación, y por lo mismo pertenece a esta exclusivamente el derecho de establecer sus leyes fundamentales». Dicha proclama entrañaba la creación de un orden jurídico y político nuevo, revolucionario, pues subvertía los fundamentos del pensamiento político tradicional, que atribuía la plena soberanía al rey. También establecía un nuevo orden económico y social, pues la certeza de que todos los ciudadanos que integraban la nación eran iguales en derechos y estaban sujetos a la misma ley obligaba a liquidar los privilegios estamentales que conformaban la sociedad del Antiguo Régimen. Sin embargo, para que los liberales impusieran su tesis debieron buscar cierto pactismo, logrando que los serviles otorgaran ciertas concesiones si al mismo tiempo recibían otras respecto a la conservación de alguno de sus privilegios (como incluir algunos derechos individuales a cambio de sacrificar la libertad religiosa, por lo que España sería un estado confesional).
La teoría política de los liberales se inspiraba en distintas fuentes: Montesquieu y la escuela de derecho natural del siglo XVIII, el pensamiento ilustrado, las obras de Jeremy Bentham, etc. Por encima de todo, era evidente la influencia de la Revolución Francesa: tanto de la Declaración de los Derechos de 1789, como de la Constitución de 1791. Sin embargo, en plena guerra contra Francia, la revolución que impulsaban los liberales no podía asumir como propia la inspiración gala. De hecho, los liberales se hallaban entre dos frentes, cercados en lo militar por las tropas napoleónicas y en lo ideológico por los defensores del absolutismo, que recelaban de la herencia ilustrada. De ahí que legitimaran su discurso y su programa político en la tradición: no había nada en la obra de las Cortes de Cádiz, argumentaban, que no se asentara sobre la historia patria. Al no poder invocar los principios de la Ilustración ni de la Revolución Francesa, se remontaron al pasado, a una Castilla medieval en la cual los reyes habrían visto limitado su poder absoluto por las Cortes. Construyeron una imagen idealizada de la historia castellana cuya máxima representación recaía en los Comuneros, mártires contra el poder absoluto de Carlos I; la imagen de una Castilla cuya decadencia comenzó al perder la libertad bajo la dinastía de los Habsburgo.

### La Constitución de 1812

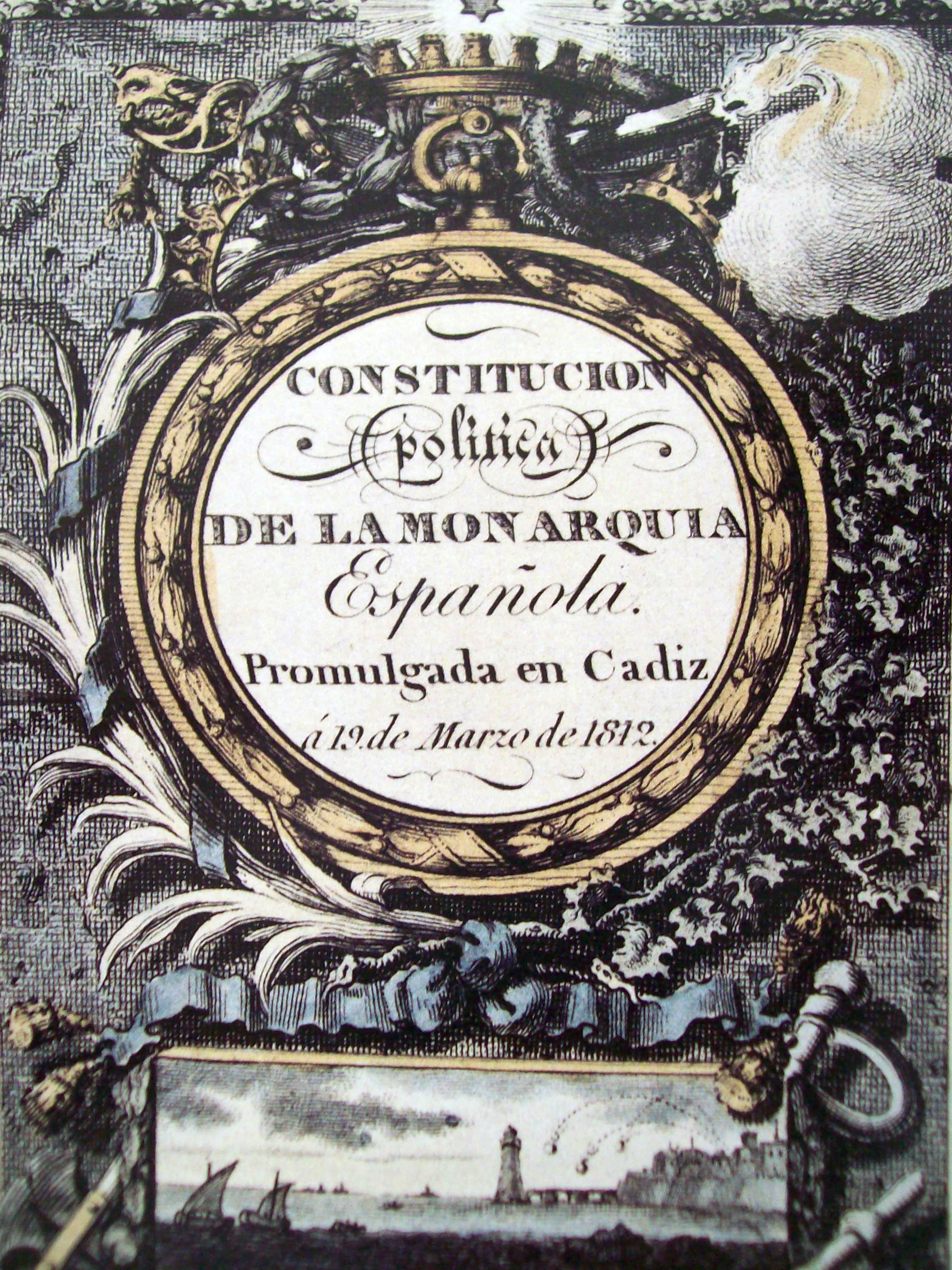
Portada original de la Constitución de 1812, donde se puede apreciar la ciudad de Cádiz sometida al asedio de los franceses.

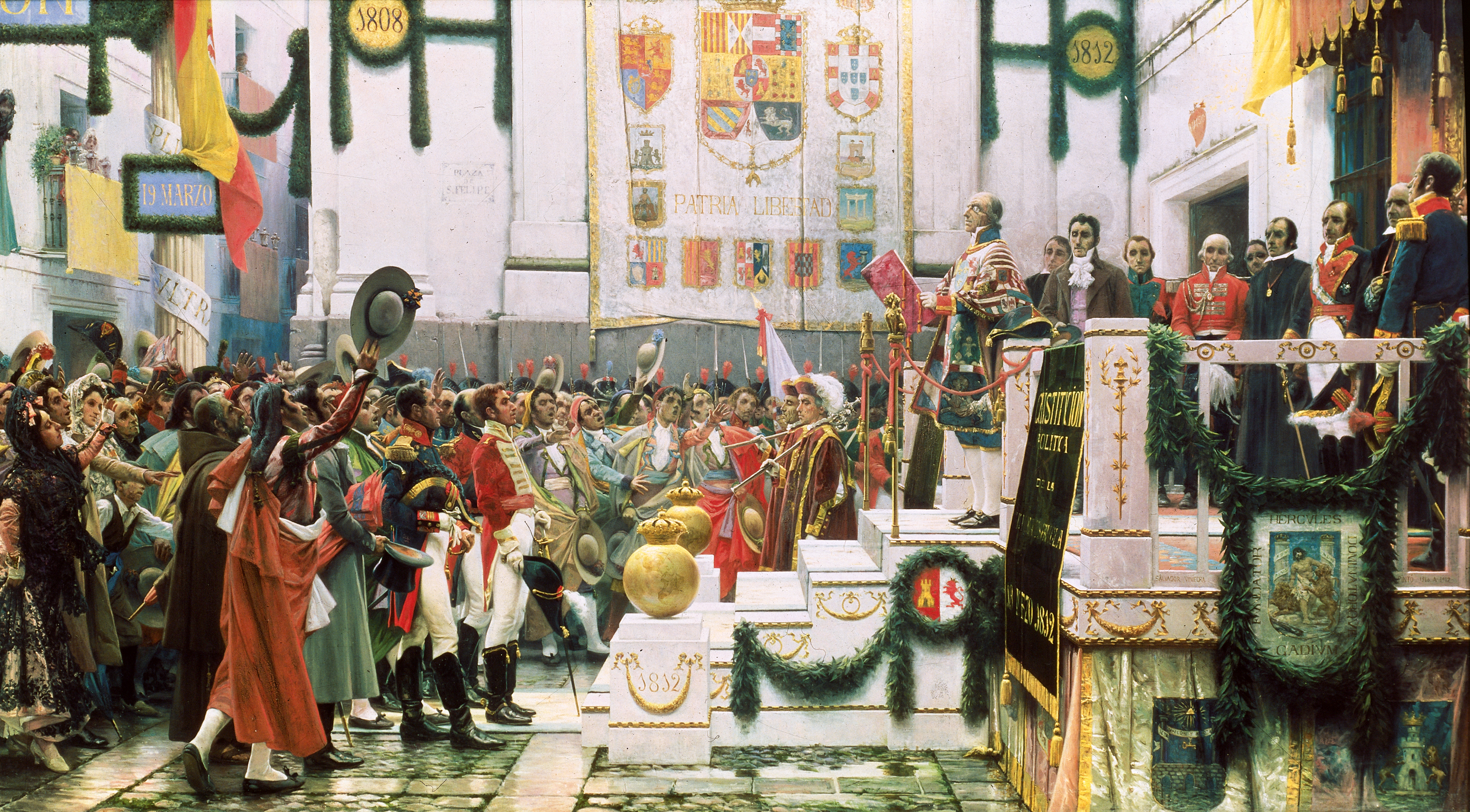
Aprobación de la Constitución de 1812 por las Cortes de Cádiz, en una obra de Salvador Viniegra conservada en el Museo de las Cortes de Cádiz.

Las Cortes aprobaron la nueva Constitución de 1812 el 19 de marzo de 1812. Constaba de 384 artículos organizados en diez títulos. El principio de que la soberanía reside en la Nación, compuesta por ciudadanos libres e iguales, vertebra todo el texto. Así, el artículo 4 sostiene que la Nación "está obligada a conservar y proteger por leyes sabias y justas la libertad civil, la propiedad y los demás derechos legítimos de todos los individuos que la componen". No contiene una declaración explícita de derechos, pero los principios de derechos y libertades figuran en el articulado y su reconocimiento también entrañó cambios revolucionarios, pues construía un mundo radicalmente nuevo. Hábitos y actitudes que hoy parecen cotidianos eran imposibles antes de ser reconocidos por primera vez en Cádiz. Por ejemplo, la libertad de imprenta, instaurada por el decreto del 10 de noviembre de 1810, que garantizaba a toda persona la "libertad de escribir, imprimir y publicar sus ideas políticas sin necesidad de licencia, revisión y aprobación alguna anteriores a la publicación". Un derecho que las Cortes estaban obligadas a proteger, según el artículo 131 de la Constitución, que rompía con la censura previa de todos los textos ejercida por el Gobierno y por la Iglesia, y cuyo ejercicio propició el florecimiento de la prensa y el nacimiento de la opinión pública.

Art. 131: Las facultades de las Cortes son: [...] 24ª Proteger la libertad política de la imprenta.

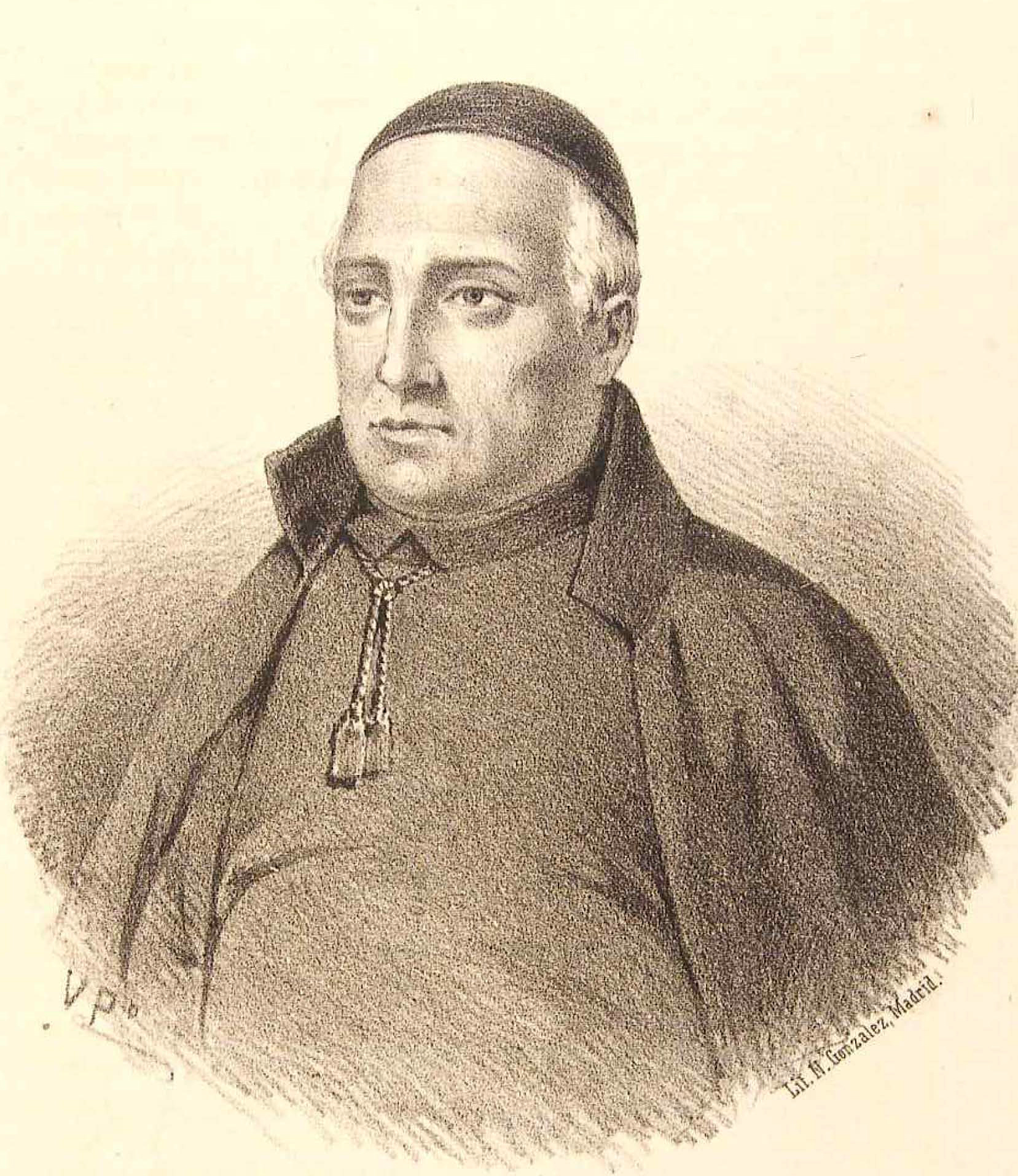
Grabado del sacerdote Diego Muñoz-Torrero, diputado en las Cortes de Cádiz y uno de los máximos defensores de la libertad de prensa.

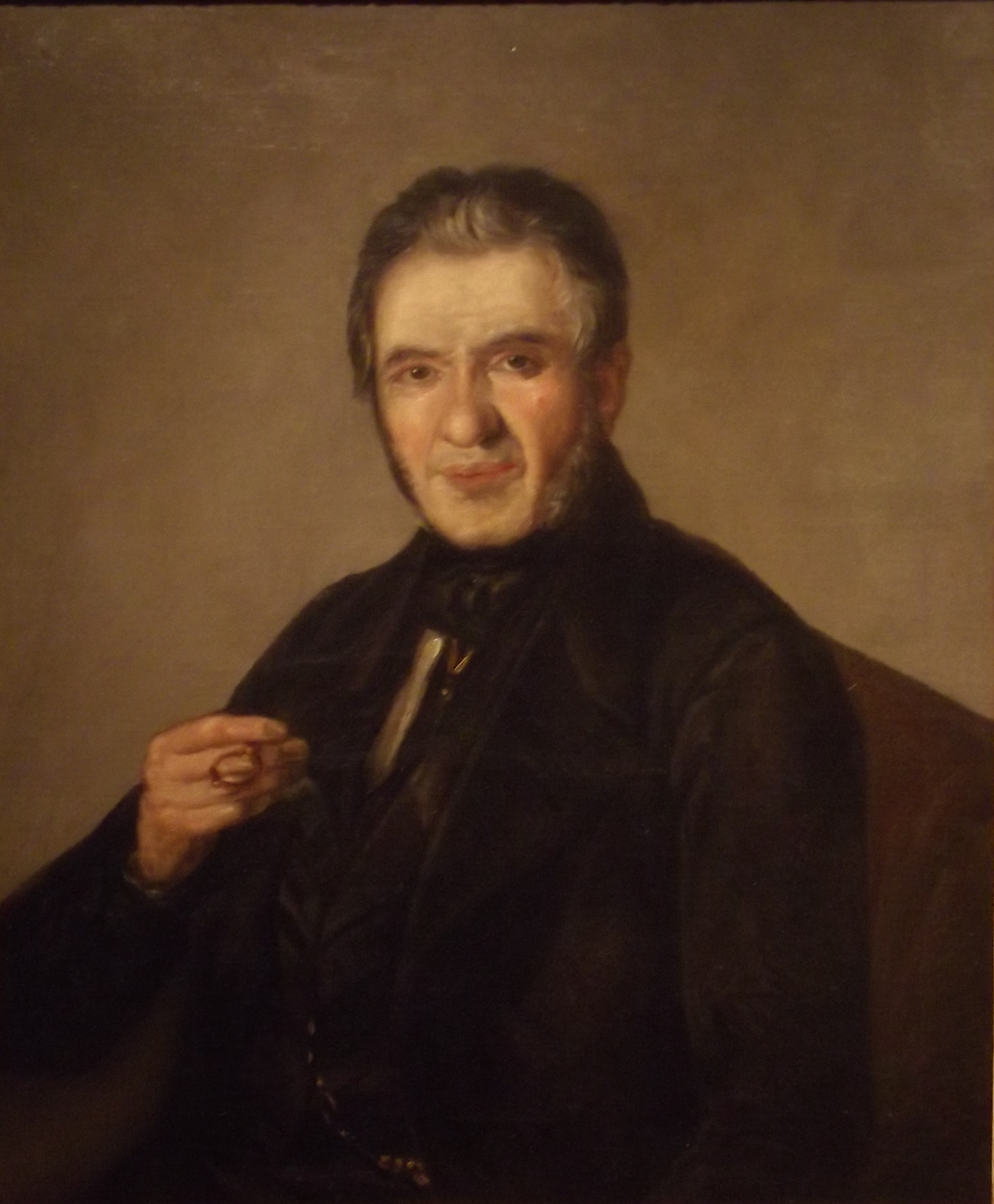
Retrato de Agustín Argüelles, diputado por Asturias en las Cortes, quien participó activamente defendiendo la abolición de la esclavitud y la tortura.

La Constitución también proclamó la igualdad jurídica de todos los españoles, la inviolabilidad de su domicilio, las garantías penales y procesales y abolió la tortura. Promulgó el derecho a la educación, un bien público por el que debía velar el Estado, y por eso estableció la creación de escuelas primarias en todos los municipios, así como un Plan General de Enseñanza (una ley general de educación) común a todo el país. Otra innovación radical fue la igualdad de los ciudadanos ante el impuesto. En la sociedad del Antiguo Régimen, el pago o la exención de los tributos dependía de la adscripción a uno u otro estamento. Asimismo, estableció en su artículo 339 que las contribuciones "se repartirán entre todos los españoles con proporción a sus facultades, sin excepción ni privilegio alguno". También reconoció la plena igualdad entre los ciudadanos de la Península y los ciudadanos de los territorios de ultramar. Esta también fue en tocante a la libertad religiosa. Al fin y al cabo, un tercio de los diputados eran eclesiásticos y por ello sostuvo que la religión de la Nación española era la "católica, apostólica y romana, única verdadera", protegida por ley, y prohibió el ejercicio de cualquier otra. Esto no impidió que las Cortes racionalizaran las relaciones entre Iglesia y Estado: La Iglesia perdió algunos privilegios, como la censura previa de las publicaciones, un decreto del 22 de febrero de 1813 abolió la Inquisición y varias órdenes monásticas fueron incluidas en los decretos desamortizadores.[cita requerida]

Art. 339: Las contribuciones se repartián entre todos los Españoles con proporción a sus facultades, sin concepción ni privilegio alguno.

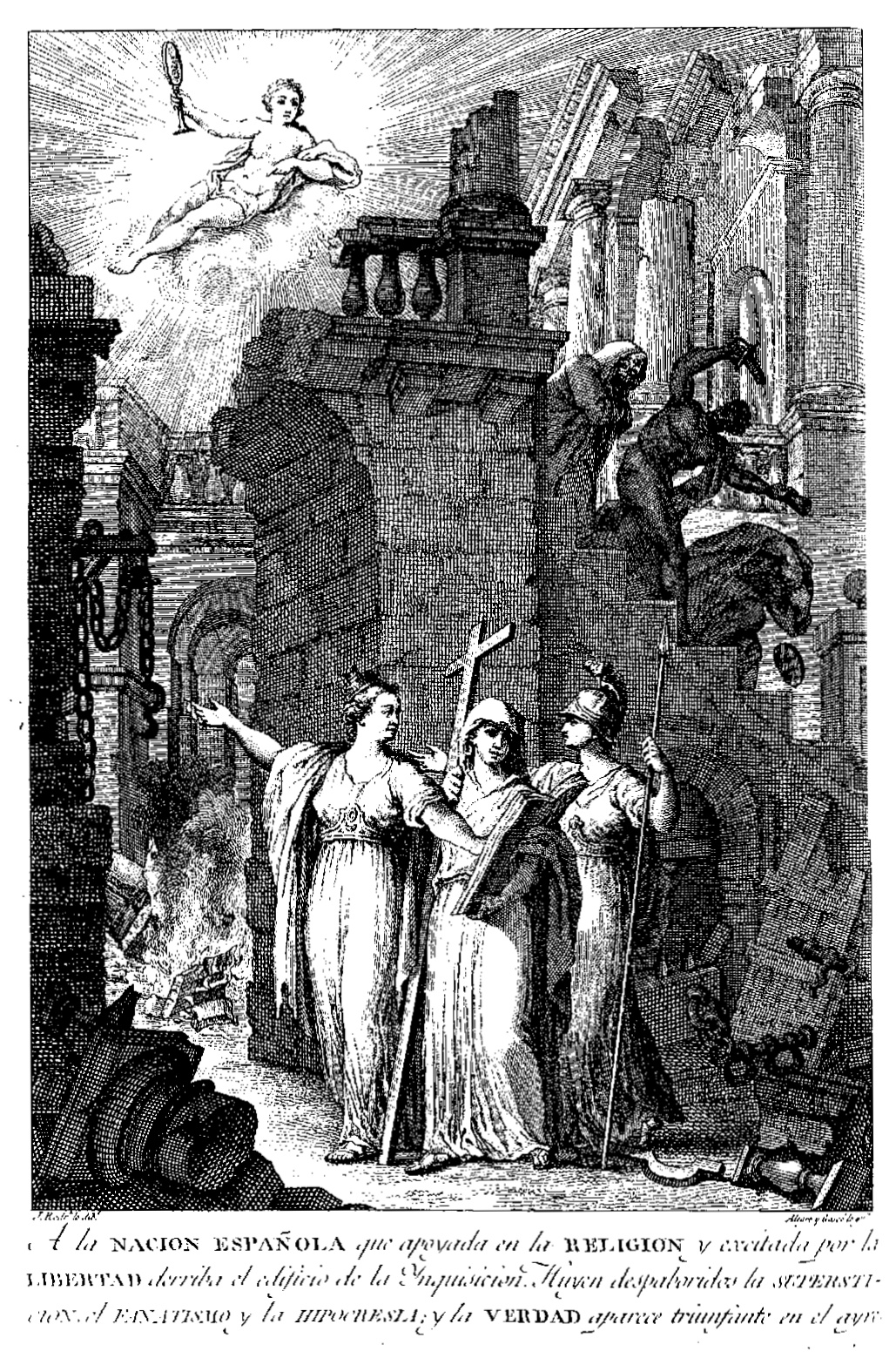
Alegoría de la abolición de la Inquisición por las Cortes de Cádiz. Grabado de Manuel Alegre y Pedro Nolasco Gascó por dibujo de Antonio Rodríguez Onofre con el que apareció ilustrado el texto impreso de la Discusión del proyecto de decreto sobre el Tribunal de la Inquisición, Imprenta Nacional, Cádiz, 1813. Inscripción: «A la NACIÓN ESPAÑOLA que apoyada en la RELIGIÓN y excitada por la LIBERTAD derriba el edificio de la Inquisición. Huyen despavoridos la SUPERSTICIÓN, el FANATISMO y la HIPOCRESÍA; y la VERDAD aparece triunfante en el ayre». Biblioteca Nacional de España.

Si todos los ciudadanos que integraban la Nación eran libres, todos debían participar en las decisiones que afectaran a su futuro. Por eso, la Constitución estableció el sufragio universal relativo, limitado a los varones mayores de 25 años que no pertenecieran a las llamadas "castas". En efecto, el artículo 22 reconocía a los mulatos la nacionalidad española, pero el 29 los privaba de los derechos políticos. Esta medida servía, además, para reducir el número de diputados americanos, ya que se proponía un sufragio universal proporcional a la población. Así, los representantes peninsulares se aseguraban un número de diputados similar al de los americanos al privar a casi seis millones de mulatos americanos de los derechos políticos. Las Cortes se caracterizaron por la poca representación que se concedió a las provincias americanas, pobladas por 13 millones de personas pero representadas por apenas 30 diputados, frente a las peninsulares, con 10 millones de personas pero 77 diputados. Esta fue una de las causas principales de la poca capacidad de las Cortes para satisfacer las demandas de los criollos.

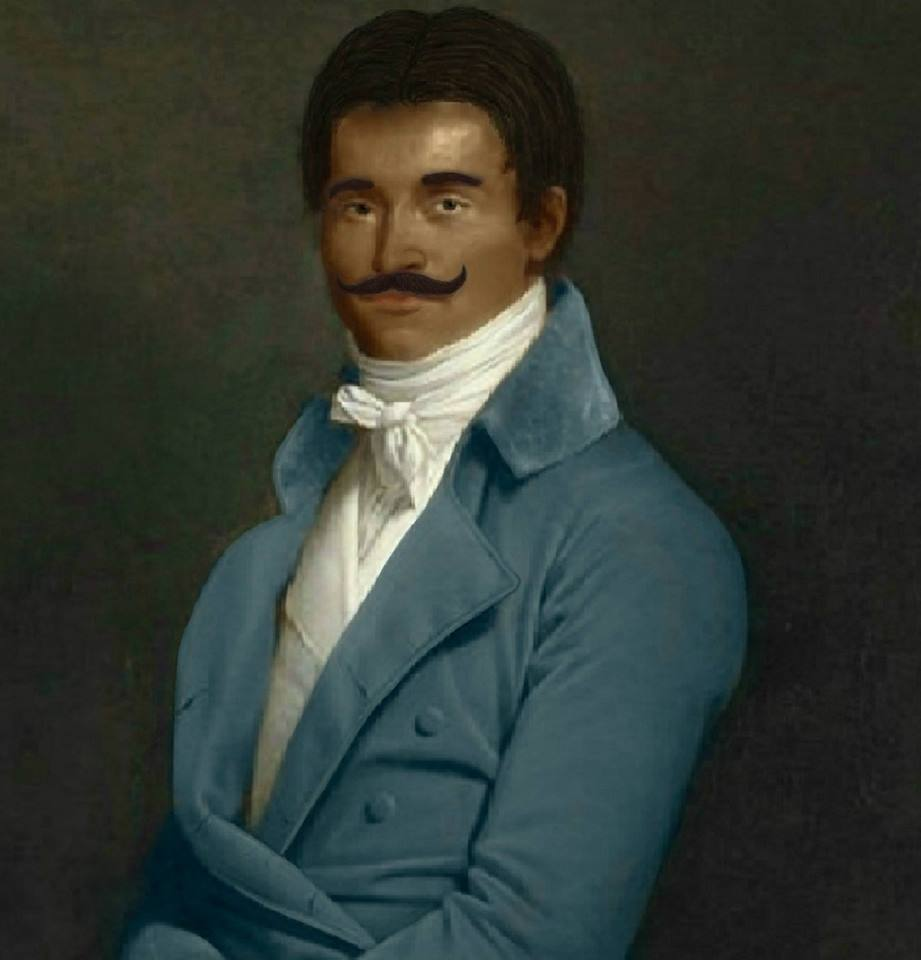
Retrato de Dionisio Yupanqui, diputado por las provincias del Perú, quien junto con Ramón Olaguer, encabezaron la defensa de la abolición de impuestos sobre los pueblos indígenas.

Era, además, un modelo complejo de sufragio indirecto, estructurado en tres niveles: la parroquia, el municipio y la provincia. Los ciudadanos votaban a los compromisarios de la parroquia, estos elegían compromisarios municipales y los municipales a los provinciales, que designaban a los diputados a Cortes. Un modelo similar se aplicó a la elección de ayuntamientos y diputaciones provinciales.

Art. 45: Para ser nombrado elector parroquial se requiere ser ciudadano, mayor de veinte y cinco años, vecino y residente en la Parroquia.

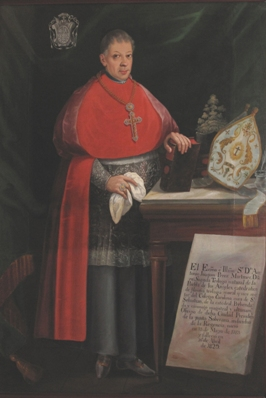
Retrato del diputado novohispano Antonio Joaquín Pérez, defensor del reparto de poderes entre las diferentes entidades del Imperio español, y partidario de la abolición de la Inquisición y la libertad de prensa.

Inspirándose en la filosofía política del siglo XVIII, la Constitución estableció la división de poderes: el ejecutivo recaía en manos del Rey y sus Secretarios de Despacho, o Ministros, el legislativo lo ejercían las Cortes unicamerales y el judicial era potestad de los tribunales de justicia independientes, comunes a toda la Nación. Como consecuencia del principio de soberanía nacional, la legitimidad del Monarca no provenía del origen divino, sino de la Nación reunida en las Cortes y de las leyes que estas promovieran. Más allá de esta premisa, el texto constitucional reflejaba el recelo liberal hacia la tentación absolutista de los monarcas, en general, y la desconfianza en Fernando VII, en particular. El rey solo conservaba aquellas funciones que las Cortes no podían ejercer por sí mismas. Era la cabeza oficial del poder ejecutivo, pero el principio de responsabilidad ministerial sentaba las bases para que delegara la toma de decisiones: la responsabilidad de los actos regios recaía sobre el Gobierno, pues los ministros debían refrendar con su firma toda decisión del Monarca.[cita requerida]
También el artículo 172 limitaba la autoridad real: el rey no podía impedir la reunión de las Cortes, ni suspenderlas, ni disolverlas, "ni embarazar sus sesiones y deliberaciones"; no podía abandonar el reino, ni abdicar, ni firmar tratados internacionales sin permiso parlamentario; no podía conceder ningún privilegio, ni "privar a ningún individuo de su libertad, ni imponerle por sí pena alguna". Apenas podía vetar las decisiones de las Cortes, ni modificar la Constitución, y su gobierno debía rendir cuentas ante el pleno o ante la diputación permanente si las Cortes no estaban reunidas. Aunque era el jefe nominal de las fuerzas armadas, la organización de éstas correspondía a las Cortes. La Constitución instituyó un ejército permanente, defensor de las fronteras exteriores, y una Milicia Nacional, ciudadana; una fuerza armada cuya principal misión era, según la definió el liberal Agustín de Argüelles, "la protección de la libertad en el caso de que se conspire abiertamente contra la Constitución".

### El desmantelamiento del Antiguo Régimen
Además de la Constitución, las Cortes de Cádiz promulgaron entre 1810 y 1813 varios decretos que desmantelaban las estructuras económicas y sociales del Antiguo Régimen. Un decreto del 6 de agosto de 1811 abolió el régimen señorial, célula básica de la organización local; medida de trascendental importancia que debía preceder a la aprobación de la Constitución. En el Antiguo Régimen, aproximadamente la mitad de la población española vivía bajo el régimen señorial. 

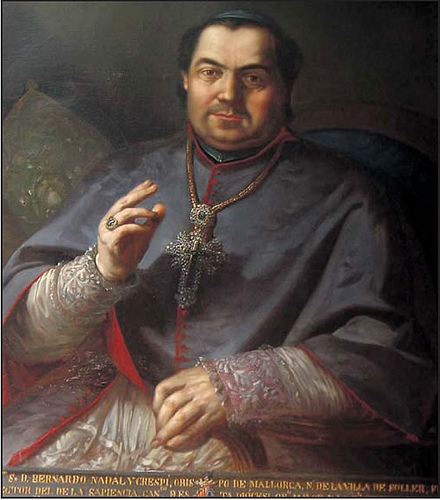
Retrato del obispo de Mallorca Bernardo Nadal, quien ejerció como diputado por Baleares, partidario de la abolición de los señoríos territoriales.

Los señores feudales tenían plena potestad para administrar justicia y nombrar autoridades en los señoríos sometidos a su jurisdicción. Así, cada señorío se regía por sus propias leyes, tenía sus propios órganos de justicia y sus propios sistemas tributarios, pues los señores percibían de sus vasallos rentas derivadas del ejercicio de su jurisdicción: tasas judiciales, monopolios locales, derechos de peaje, tasas por la caza, la pesca, el uso de pastos o de molinos... Los vasallos también debían realizar prestaciones personales, como trabajar algunos días en las tierras, molinos o fábricas del señor.[cita requerida]
El decreto del 6 de agosto abolió los señoríos jurisdiccionales, es decir, la potestad de los señores para ejercer justicia y realizar nombramientos administrativos: en adelante, tal y como reguló la Constitución, administrarían la justicia tribunales independientes, comunes para toda la Nación. Los señores dejaron también de designar a las autoridades locales, pues la Constitución estableció que debían ser electas por sufragio universal, y de percibir prestaciones personales y rentas derivadas del ejercicio de la jurisdicción. A cambio, y para asegurar el respaldo de la Nobleza al régimen liberal, vieron reconocidos su derecho a poseer los señoríos territoriales o solariegos, es decir, aquellos sobre los cuales pudieran documentar su propiedad. Reconocimiento que generó un problema, pues muchos señores reivindicaron la posesión de señoríos cuyos supuestos derechos sobre ellos se remontaban a siglos atrás y cuyos títulos de propiedad no se conservaban, o de aquellos señoríos sobre los que tradicionalmente habían ejercido algún tipo de jurisdicción. Y ello provocó litigios con los campesinos, que también reclamaban la propiedad de estas tierras. Hasta mediada la década de 1830 no se establecieron los criterios definitivos para resolver los pleitos sobre la propiedad de numerosos señoríos.[cita requerida]

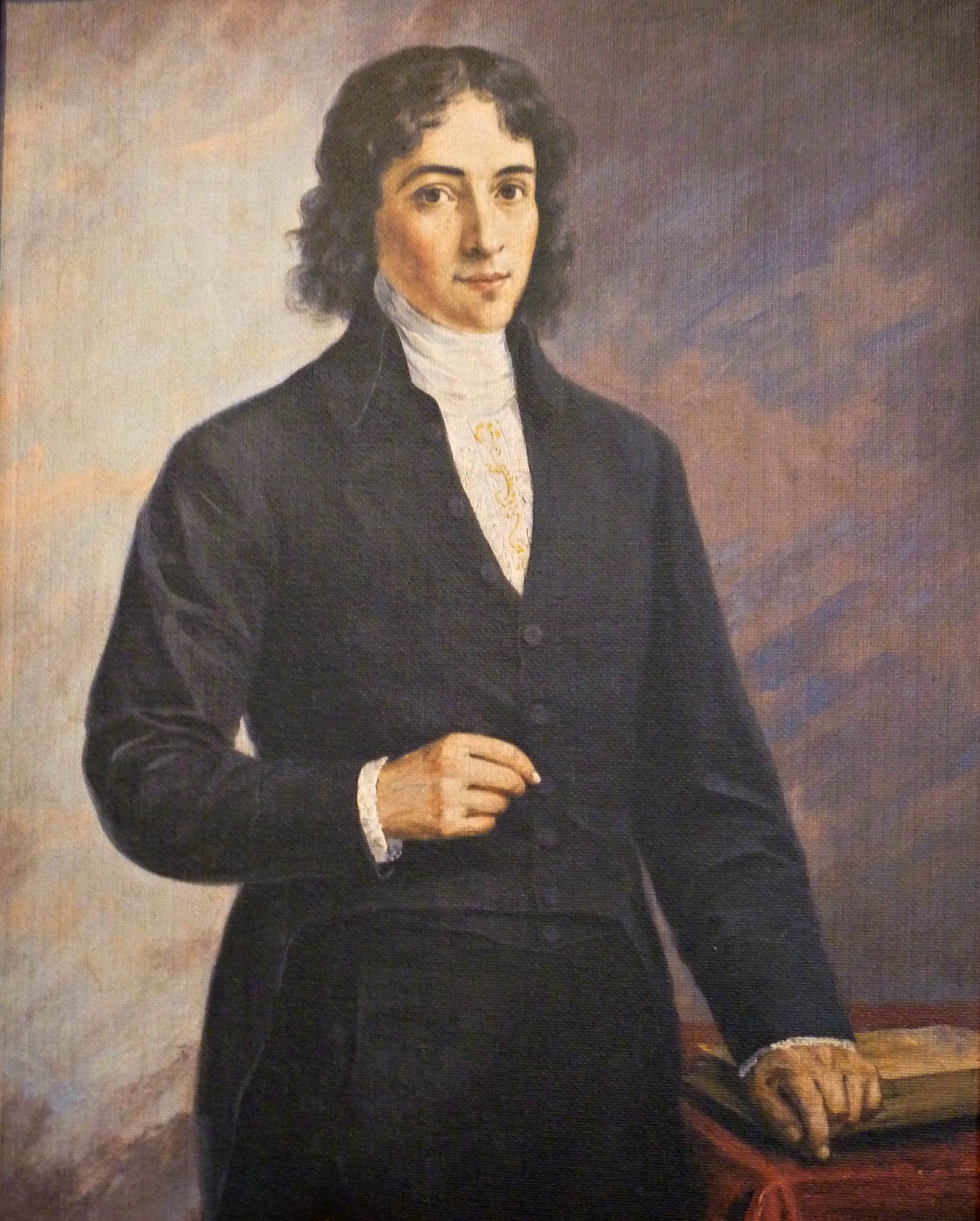
Retrato del diputado neogranadino José Mejía Lequerica, defensor de la reforma del sistema judicial.

Según advertía en su preámbulo, el decreto del 6 de agosto de 1811 pretendía "eliminar los obstáculos que hayan podido oponerse al buen régimen de aumento de población y prosperidad de la Monarquía española". Mejorar la producción económica, acrecentar la riqueza, crear un mercado nacional: ese fue también el objetivo del decreto del 8 de junio de 1813 que dispuso plena libertad para el establecimiento de fábricas y el ejercicio de cualquier industria, un derecho coartado hasta la fecha por los gremios, instituciones socioeconómicas que agrupaban a comerciantes e industriales, controlaban férreamente la actividad productiva e impedían la libre competencia.[cita requerida]
Para asentar la libertad de comercio e industria, otros decretos abolieron las aduanas interiores (aún existían aduanas entre algunos territorios) y proclamaron la libertad de contratación, de arrendamiento y de comercialización de los productos. Otro permitió la libre utilización de la tierra sin ningún impedimento, autorizando a los propietarios a cercar sus fincas, algo que hasta la fecha tampoco era posible debido a los privilegios del Real Concejo de la Mesta, institución que agrupaba a los ganaderos y garantizaba el paso franco de las manadas por todo el país. Pero además de promover la actividad económica y dotar de flexibilidad al mercado, el Estado también necesitaba captar nuevos recursos para financiar la guerra. De ahí que un decreto del 13 de septiembre de 1813 confiscara las posesiones de los afrancesados, y desamortizara y convirtiera en bienes nacionales las propiedades de los jesuitas, de las órdenes militares, de los conventos y monasterios extinguidos, disueltos o reformados durante la guerra (incluidos los suprimidos por el gobierno de José I) y de la abolida Inquisición.[cita requerida].

### Disolución de las Cortes de Cádiz

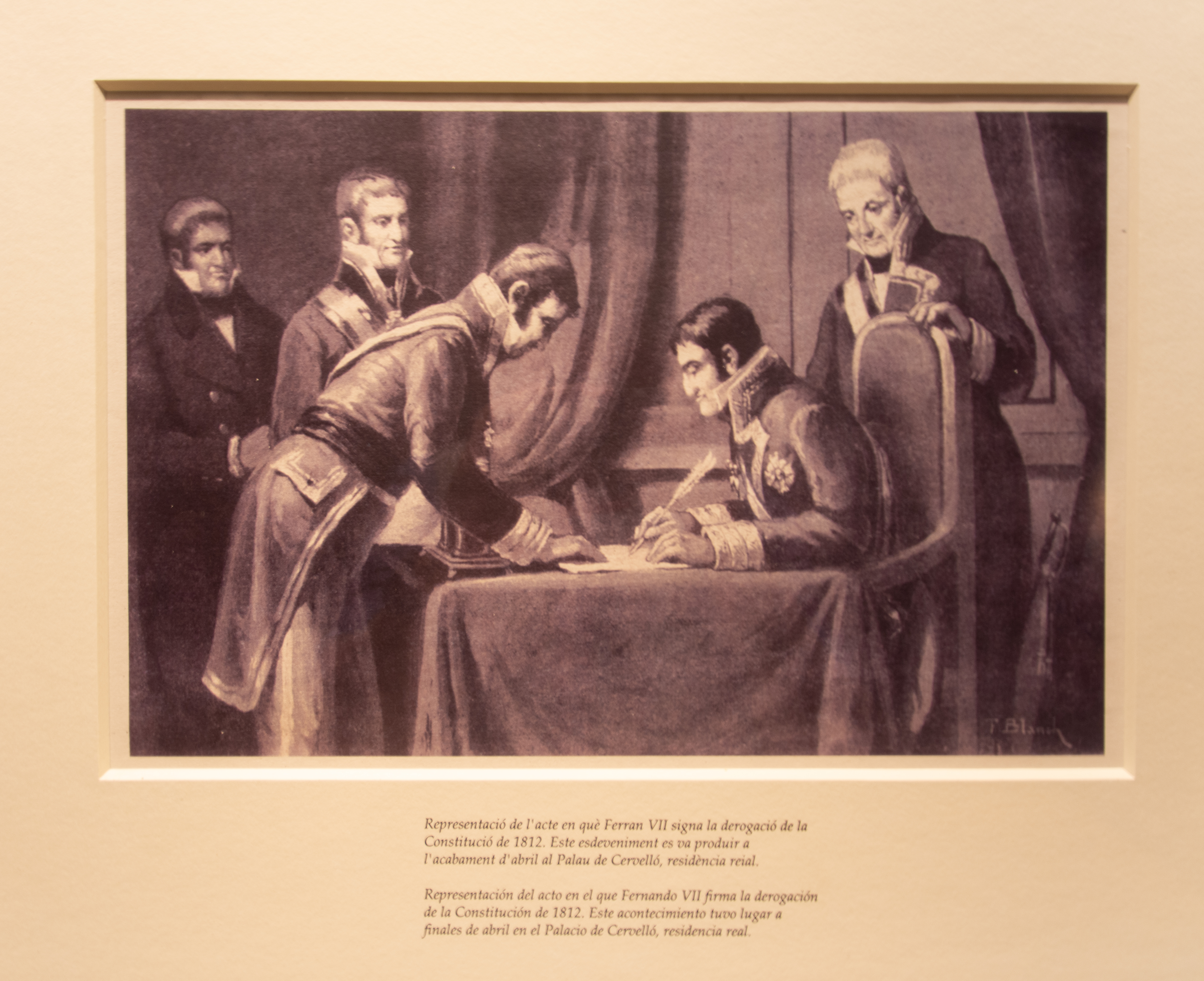
Derogación de la Constitución de 1812 por Fernando VII en el Palacio de Cervelló de Valencia. El 4 de mayo de 1814, al regresar el monarca a España, derogó la constitución, disolvió las Cortes de Cádiz y ordenó la detención de sus diputados.

Hasta mayo de 1813 la jurisdicción de las Cortes de Cádiz se limitó a la propia ciudad. Su dominio se extendió conforme retrocedieron los franceses. El 11 de diciembre de 1813 Fernando VII fue restablecido en el trono por Napoleón. Regresó a España en marzo de 1814. A principios de mayo estaba previsto que las Cortes se reunieran por primera vez en Madrid. Pero el rey no quiso sancionar una revolución que mermaba su poder. Contaba con el apoyo de altos mandos militares, de funcionarios de las instituciones liquidadas por los liberales y de buena parte de la jerarquía eclesiástica. Tenía, también, la connivencia de casi un centenar de diputados absolutistas que reclamaron en un texto conocido como el Manifiesto de los Persas la supresión de las Cortes y el retorno al Antiguo Régimen. Amparado en la fuerza y en dicho manifiesto, el 4 de mayo de 1814 Fernando VII suspendió la Constitución, disolvió las Cortes, derogó su obra legislativa y persiguió a los liberales, que fueron encarcelados, o hubieron de partir hacia el exilio.[cita requerida]

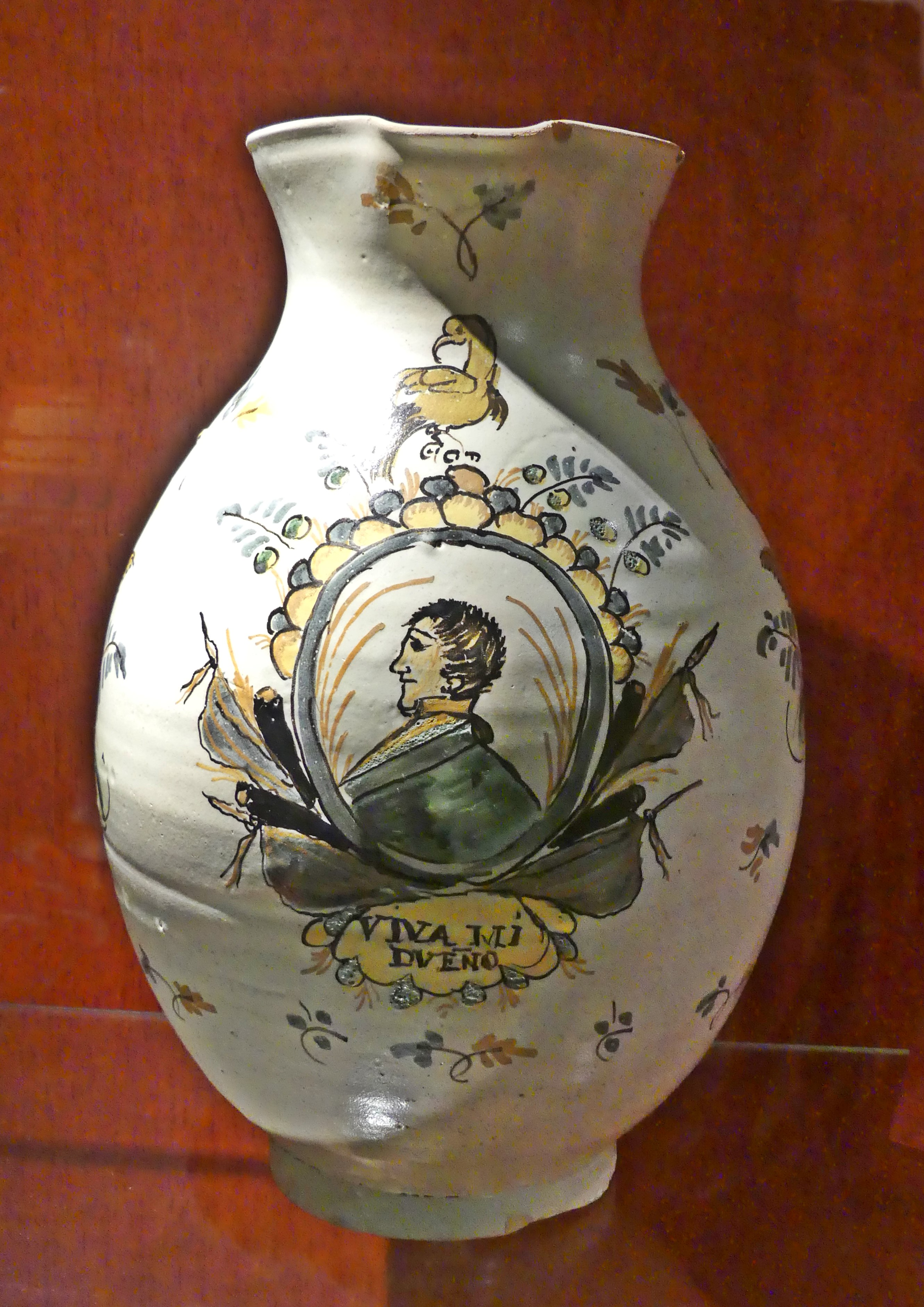
Cerámica española del con la efigie de Fernando VII y la frase Viva mi Dueño, uno de los indicios del rechazo a las ideas liberales de las Cortes de Cádiz por una parte de la población española.

Así pues, la Constitución de Cádiz solo estuvo en vigor entre marzo de 1812 y mayo de 1814. Volvería estarlo entre 1820 y 1823 (el 8 de marzo de 1820, en Madrid, Fernando VII es obligado a jurar la Constitución española de 1812 y a suprimir la Inquisición española), y entre 1836 y 1837. Mas a pesar de su breve vigencia, muchos de sus principios fueron desarrollados a lo largo del siglo. Además, durante años fue un texto referencial, mítico, sobre todo para la izquierda liberal. Un texto cuya influencia trascendió a las fronteras españolas, pues resultó crucial en el desarrollo del constitucionalismo hispanoamericano e insufló el espíritu revolucionario europeo en las primeras décadas del siglo XIX.

## Presidentes de las Cortes de Cádiz
| #               | Nombre                                                | Territorio representado        | Periodo                                       | Oficio       | Notas             |
| --------------- | ----------------------------------------------------- | ------------------------------ | --------------------------------------------- | ------------ | ----------------- |
| Cortes de Cádiz |                                                       |                                |                                               |              |                   |
| -               | Benito Ramón Hermida Maldonado (1736-1814)            | Reino de Galicia               | 24 de septiembre de 1810                      | Magistrado   | Provisional       |
| 1               | Ramón Lázaro de Dou y de Bassols (1742-1832)          | Principado de Cataluña         | 24 de septiembre - 23 de octubre de 1810      | Jurista      |                   |
| 2               | Luis Rodríguez del Monte (1760-1812)                  | Reino de Galicia               | 24 de octubre - 23 de noviembre de 1810       | Militar      |                   |
| 3               | José Luis Morales Gallego (1754-1818)                 | Reino de Sevilla               | 24 de noviembre - 23 de diciembre de 1810     | Abogado      |                   |
| 4               | Alonso Cañedo Vigil (1760-1829)                       | Principado de Asturias         | 24 de diciembre de 1810 - 23 de enero de 1811 | Eclesiástico |                   |
| 5               | Antonio Joaquín Pérez Martínez (1763-1829)            | Virreinato de Nueva España     | 24 de enero - 23 de febrero de 1811           | Eclesiástico |                   |
| 6               | Vicente Noguera Climent (1759-1836)                   | Reino de Valencia              | 24 de febrero - 23 de marzo de 1811           | Jurista      |                   |
| 7               | Diego Muñoz Torrero (1761-1829)                       | Extremadura                    | 24 de marzo - 23 de abril de 1811             | Eclesiástico |                   |
| 8               | Vicente Cano Manuel y Ramírez de Arellano (1774-1838) | Reino de Murcia                | 24 de abril - 23 de mayo de 1811              | Magistrado   |                   |
| 9               | José Pablo Valiente y Bravo (1740-1817)               | Reino de Sevilla               | 24 de mayo - 23 de junio de 1811              | Funcionario  |                   |
| 10              | Jaime Creus Martí (1760-1825)                         | Principado de Cataluña         | 24 de junio - 23 de julio de 1811             | Eclesiástico |                   |
| 11              | Juan José Guereña y Garayo (¿-1813)                   | Virreinato de Nueva España     | 24 de julio - 23 de agosto de 1811            | Eclesiástico |                   |
| 12              | Ramón Giraldo y Arquellada (1767-1846)                | La Mancha                      | 24 de agosto - 23 de septiembre de 1811       | Diputado     |                   |
| 13              | Bernardo Nadal Crespí (1745-1818)                     | Reino de Mallorca              | 24 de septiembre - 23 de octubre de 1811      | Eclesiástico |                   |
| 14              | Antonio de Larrazábal y Arrivillaga (1769-1853)       | Capitanía General de Guatemala | 24 de octubre - 23 de noviembre de 1811       | Rector       |                   |
| 15              | José Casquete de Prado (¿-?)                          | Extremadura                    | 24 de noviembre - 23 de diciembre de 1811     | Eclesiástico |                   |
| 16              | Manuel de Villafañe y Andreu (1768-?)                 | Reino de Valencia              | 24 de diciembre de 1811 - 23 de enero de 1812 | Abogado      |                   |
| 17              | Antonio Payán de Tejada y Figueroa (1753-1841)        | Reino de Galicia               | 24 de enero - 23 de febrero de 1812           | Abogado      |                   |
| 18              | Vicente Pascual y Esteban (1768-1815)                 | Reino de Aragón                | 24 de febrero - 23 de marzo de 1812           | Eclesiástico |                   |
| 19              | Vicente Morales Duárez (1755-1812)                    | Virreinato del Perú            | 24 de marzo - 2 de abril de 1812              | Jurista      | Murió en el cargo |
| 20              | José María Gutiérrez de Terán (1778-1821)             | Virreinato de Nueva España     | 24 de abril - 23 de mayo de 1812              | Militar      |                   |
| 21              | José Miguel Guridi y Alcocer (1763-1828)              | Virreinato de Nueva España     | 24 de mayo - 23 de junio de 1812              | Eclesiástico |                   |
| 22              | Juan Polo y Catalina (1777-1813)                      | Reino de Aragón                | 24 de junio - 23 de julio de 1812             | Economista   |                   |
| 23              | Felipe Vázquez Canga (¿-1828)                         | Principado de Asturias         | 24 de julio - 23 de agosto de 1812            | Catedrático  |                   |
| 24              | Andrés Ángel de la Vega Infanzón (1759-1836)          | Principado de Asturias         | 24 de agosto - 23 de septiembre de 1812       | ¿?           |                   |
| 25              | Andrés de Jáuregui (¿-1838)                           | Capitanía General de Cuba      | 24 de septiembre - 23 de octubre de 1812      | ¿?           |                   |
| 26              | Francisco Morros (¿-1844)                             | Principado de Cataluña         | 24 de octubre - 23 de noviembre de 1812       | Eclesiástico |                   |
| 27              | Juan de Valle (¿-?)                                   | Principado de Cataluña         | 24 de noviembre - 23 de diciembre de 1812     | ¿?           |                   |
| 28              | Francisco Císcar y Císcar (1762-1833)                 | Reino de Valencia              | 24 de diciembre de 1812 - 23 de enero de 1813 | Militar      |                   |
| 29              | Miguel Antonio de Zumalacárregui e Imaz (1773-1867)   | Guipúzcoa                      | 24 de enero - 23 de febrero de 1813           | Jurista      |                   |
| 30              | Joaquín Maniau Torquemada (1767-1821)                 | Virreinato de Nueva España     | 24 de febrero - 23 de marzo de 1813           | Funcionario  |                   |
| 31              | Francisco del Calello Miranda (¿-1824)                | Principado de Asturias         | 24 de marzo - 23 de abril de 1813             | Abogado      |                   |
| 32              | Pedro José Gordillo y Ramos (1773-1844)               | Canarias                       | 24 de abril - 23 de mayo de 1813              | Eclesiástico |                   |
| 33              | Florencio del Castillo (1778-1834)                    | Capitanía General de Guatemala | 24 de mayo - 23 de junio de 1813              | Eclesiástico |                   |
| 34              | José Antonio Sombiela y Mestre (1765-1826)            | Reino de Valencia              | 24 de junio - 23 de julio de 1813             | Abogado      |                   |
| 35              | Andrés Morales de los Ríos (1773-1830)                | Cádiz                          | 24 de julio - 23 de agosto de 1813            | Diputado     |                   |
| 36              | José Miguel Gordoa y Barrios (1777-1832)              | Virreinato de Nueva España     | 24 de agosto - 23 de septiembre de 1813       | Eclesiástico |                   |
| 37              | Francisco Tacón Rossique (1775-1855)                  | Virreinato de Nueva Granada    | 1 de noviembre de 1813 - 15 de enero de 1814  | Militar      |                   |
| 38              | Jerónimo Antonio Díez (¿-1815)                        | Madrid                         | 16 de enero - 15 de febrero de 1814           | Jurista      |                   |
| 39              | Antonio Joaquín Pérez Martínez (1763-1829)            | Virreinato de Nueva España     | 16 de febrero - 23 de febrero de 1814         | Eclesiástico |                   |
| 40              | Vicente Ruiz Albillos (¿-?)                           | ¿?                             | 25 de febrero - 31 de marzo de 1814           | ¿?           |                   |
| 41              | Francisco de la Dueña y Cisneros (1753-1821)          | Principado de Cataluña         | 1 de abril - 30 de abril de 1814              | Eclesiástico |                   |
| 42              | Antonio Joaquín Pérez Martínez (1763-1829)            | Virreinato de Nueva España     | 1 de mayo - 10 de mayo de 1814                | Eclesiástico |                   |

## Diputados de las Cortes de Cádiz
| Nombre                      | Provincia | Notas |
| --------------------------- | --------- | ----- |
| Diputados a Cortes de Cádiz |           |       |
| Antonio Alcayna y Guirao    | Granada   | 1812  |
| Gabriel Carrillo            | Córdoba   | 1813  |
| Antonio Calvo y Rubio       | Córdoba   | 1813  |
| Joaquim Martínez            | Valencia  | 1813  |